# Flughafen Charlevoix

i7
i11
i13
Der Flughafen Charlevoix (IATA-Code: CVX, ICAO-Code: KCVX)  ist ein öffentlicher Flughafen von Charlevoix in Charlevoix County. Der Flughafen wird von einer Fluggesellschaft, Island Airways, bedient.

## Lage und Verkehrsanbindung
Der Flughafen erstreckt sich über eine Fläche von 75 ha auf einer Höhe von 204 m. Er hat zwei Start- und Landebahnen: 9/27 ist 1.387 × 23 m groß und hat eine Asphaltdecke, 4/22 misst 390 × 61 m und hat eine Rasenoberfläche.

## Einzelnachweise

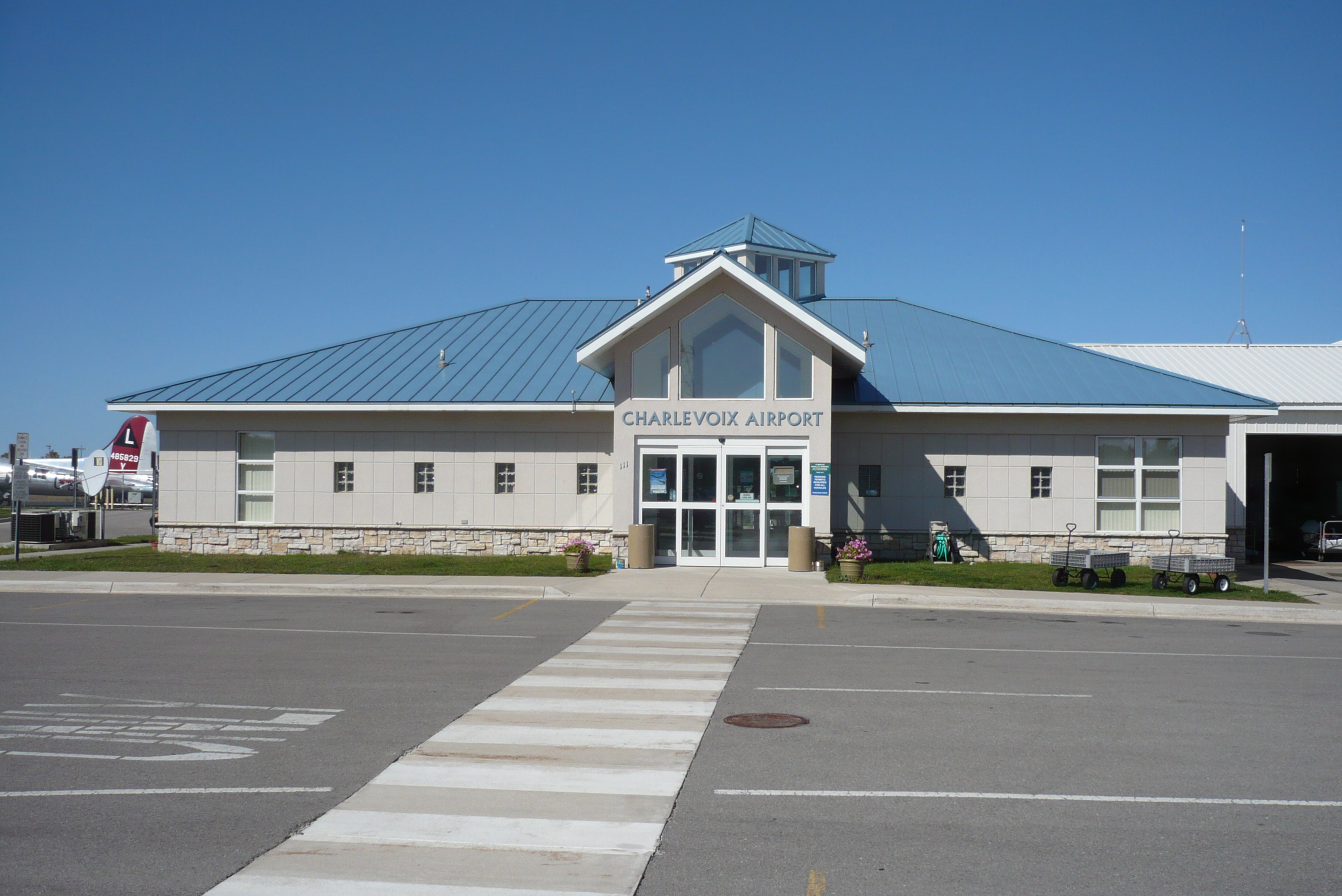
Das Flughafengebäude